# سهل الخيام
سهل الخيام أو سهل مرجعيون، وهو تابع عقاريا لبلدة الخيام في قضاء مرجعيون في الجنوب اللبناني.

## الموقع الجغرافي
يمتد هذا السهل الخصب بطول 9 كلم وعرض متوسطه 4 كلم. تحيط به مجموعة من القرى والبلدات هي مرجعيون، القليعة، برج الملوك، كفركلا، الخيام، وعلى مقربة منه بلاط ودبين وإبل السقي، وكلها على علاقة مباشرة بالسهل.
يرتفع هذا السهل 450 مترا عن سطح البحر، ويبلغ متوسط هطول الأمطار السنوي فيه 875 مليمترا، ومتوسط عدد الأيام الممطرة سنويا 72 يوما منها 21 يوما في فصل الربيع و38 يوما في فصل الشتاء و13 يوما في الخريف. وتروي هذا السهل عدة ينابيع أهمها نبع الدردارة غربي الخيام ونبع عين القصير، نبع الخربة في برج الملوك ونبع الميدان وينابيع أخرى صغيرة في بلدة كفركلا.

## الزراعات
كان السهل قديما مشهورا بالزراعات الموسمية كالخضار على أنواعها، التي كانت تمثّل الشريان الحيوي للسهل. ولكن تراجع اليد العاملة وغياب أسواق التصريف وارتفاع كلفة الزراعة وغلاء الأسمدة، كلها عوامل دفعت بمزارعي سهل الخيام إلى التوجه لزراعة التبغ والقمح بدلا من الخضار.